# Daniel Goossens
Daniel Goossens (Salon-de-Provence, 16 maggio 1954) è un fumettista francese ha collaborato con diverse riviste di fumetti come Pilote, Fluide Glacial e Hara-Kiri.
Oltre all'attività di fumettista lavora come ricercatore all'università di Parigi nell'ambito informatico delle intelligenze artificiali.
Nel 1997 vince il Grand Prix de la ville d'Angoulême.